# Robbert Baruch
Robbert Baruch (Amsterdam, 12 oktober 1967) is een Nederlands lobbyist, bestuurder en voormalig politicus. Van 2006 tot 2009 was hij dagelijks bestuurder namens de PvdA in de Rotterdamse deelgemeente Feijenoord.

## Biografie
Baruch studeerde politicologie en bestuurskunde aan de Rijksuniversiteit Leiden, onder andere bij Bart Tromp en Andreas Kinneging. Daarnaast studeerde hij theologie in Amsterdam en Jeruzalem. Baruch was van 2003 tot 2007 lid van de Provinciale Staten van Zuid-Holland. Van 2006 tot 2009 was hij dagelijks bestuurder van de deelgemeente Feijenoord. Hij was een van de weinigen die zich uitsprak tegen het daar op grote schaal voorkomende nepotisme en cliëntelisme. Ook zette hij zich in voor het hernoemen van straten in de Afrikaanderwijk die naar Afrikaners uit de Boerenoorlogen zijn genoemd. Hij maakte mogelijk dat een plein aldaar naar de rapper Helderheid werd genoemd.
In november 2008 werd hij door de deelraad Feijenoord en zijn eigen PvdA-fractie weggestuurd, omdat er geen vertrouwen meer was in de aanbesteding van het opbouwwerk. Als lobbyist was hij voorman van de lobby voor het behoud van de rituele slacht. In 2013 was hij kandidaat-lijsttrekker voor de PvdA bij de Europese verkiezingen. 
Van 2012 tot 2021 was hij manager Public Affairs bij auteursrechtorganisatie Buma/Stemra. Tijdens de COVID-19-pandemie leidde Baruch de lobby voor en de uitvoering van een nood- en investeringsfonds voor Nederlandse componisten, tekstschrijvers en muziekuitgevers.
In 2021 werd hij Senior Vice President Public Affairs, Europe and Multilateral Relations bij Universal Music Group (UMG). Daarnaast is hij sinds 2021 hoofdredacteur van het online gratis toegankelijke magazine DeVrijdagavond.com en voorzitter van Stichting HalloJoods.

## Persoonlijk
Baruch is getrouwd en heeft drie kinderen. Zijn oudste dochter Rebecca Baruch diende van 2018 tot 2023 in het Israëlische leger. Na de Hamas-aanval in Israël op 7 oktober 2023 meldde ze zich aan als reservist. Ze overleed in januari 2024 aan een hersenontsteking en is begraven op de militaire begraafplaats op de Herzlberg. Robbert Baruch is een neef van journalist Friedl Baruch (1905-1995) en beeldhouwer Kurt Baruch (1913-2001).